# هوگ کانا
هوگ کانا (به هلندی: Hoog Kana) یک منطقهٔ مسکونی در هلند است که در بورن (هلند) واقع شده‌است.